# Victor Wooten
Victor Lemonte Wooten, né le 11 septembre 1964 à Mountain Home, Idaho, est un musicien américain. Artiste ayant une longue carrière solo, il a également joué dans plusieurs groupes.
Il est notamment le bassiste du groupe de country-jazz Béla Fleck and the Flecktones. Victor Wooten est également membre de plusieurs groupes de fusion et de rock progressif, dont Bass Extremes (avec Steve Bailey, Derico Watson et Oteil Burbridge), The Vital Tech Tones (avec Scott Henderson et Steve Smith). Il participe à l'album Extraction (avec Greg Howe et Dennis Chambers), et le fameux saxophoniste Bill Evans. Il a également souvent été en tournée avec d'autres groupes comme le Dave Matthews Band. Il a également participé en 2008 au SMV, un trio qu'il compose avec les bassistes Stanley Clarke et Marcus Miller, accompagnés par quelque musiciens renommés tels que Chick Corea et Poogie Bell.

## Biographie
Il est le plus jeune de cinq frères et grandit dans une famille de musiciens. Ses parents et ses quatre frères sont tous de très bons musiciens.
Son frère Regi lui apprend la basse à l'âge de 3 ans. Ensemble, ils forment un groupe, le Wooten Brother Band (Regi, Rudy, Roy, Joseph et Victor) avec lequel il joue de nombreuses années durant les années 1970 autour de Williamsburg en Virginie dans le parc d'attractions Busch Gardens.

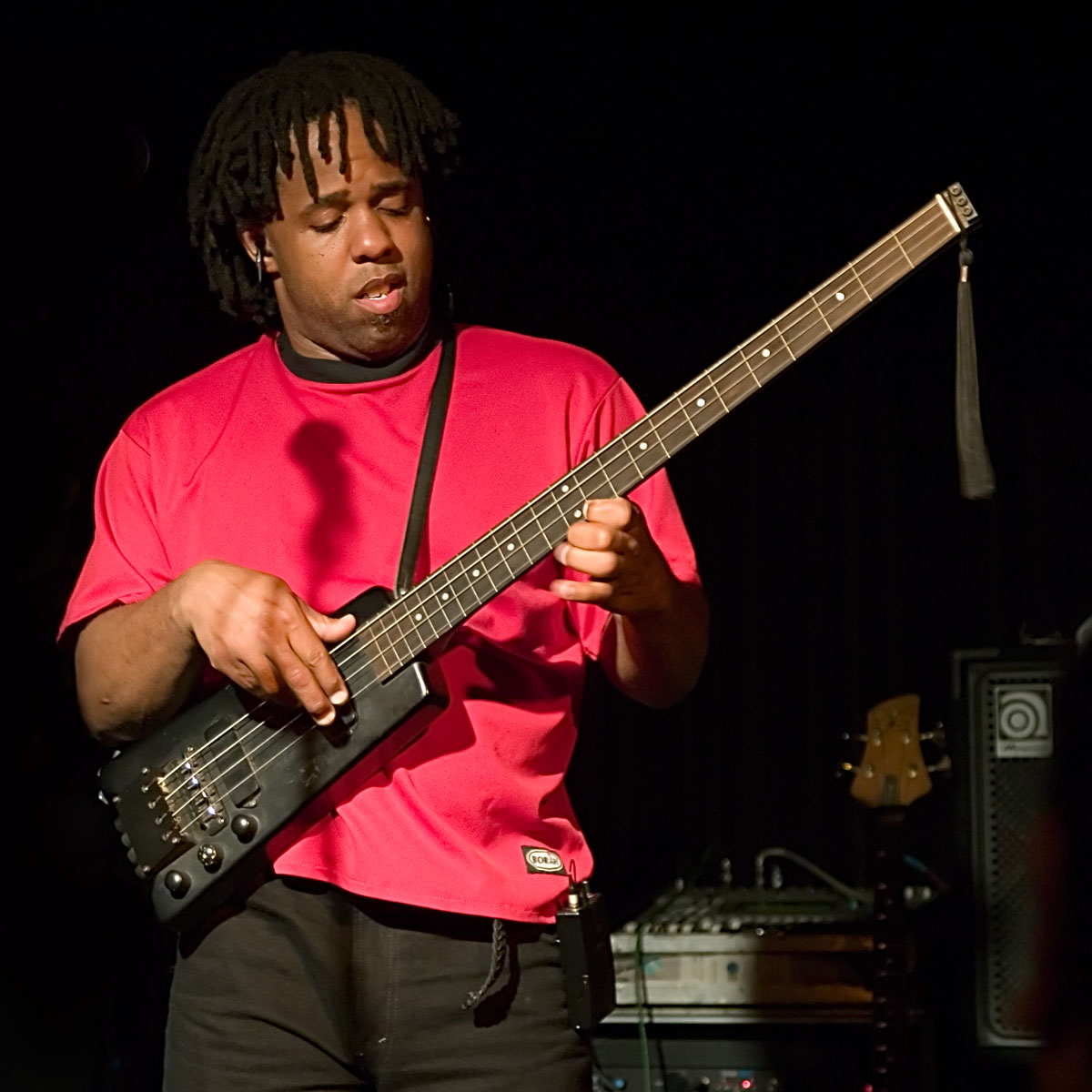
Victor Wooten jouant sur une basse « headless » de la marque Steinberger (2006).

En 1988, il va à Nashville (Tennessee) et est immédiatement recruté par le chanteur de blues et soul Jonel Mosser. Un an plus tard, il est pris en charge par le grand joueur de banjo Béla Fleck. Avec le claviériste et joueur d'harmonica Howard Levy, ainsi que son frère Roy Wooten (alias Future Man), ils forment le groupe Béla Fleck and the Flecktones. Ils deviennent célèbres pour leur style de jeu fusionesque hésitant entre le jazz, la country et le funk.

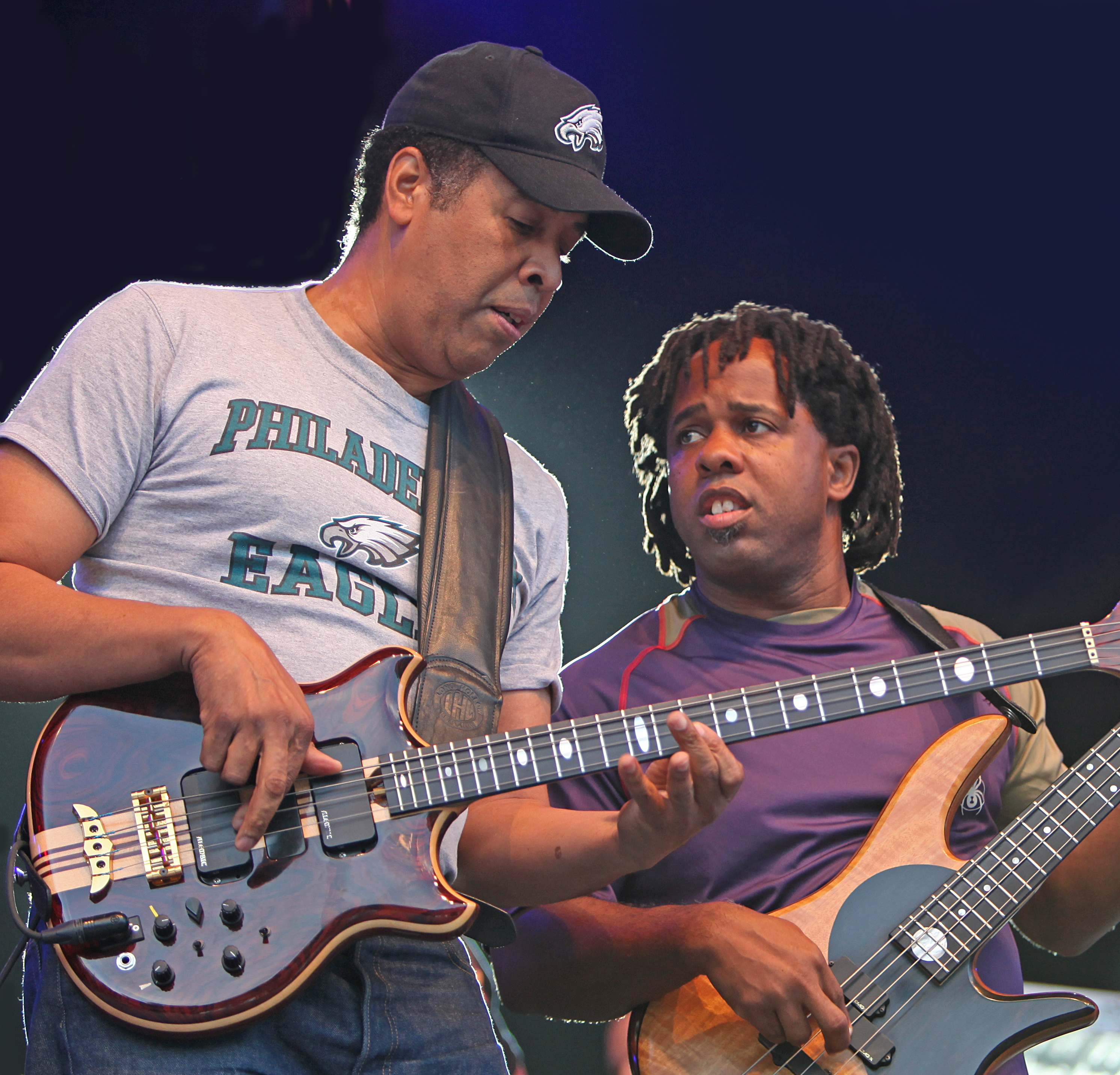
Victor Wooten et Stanley Clarke à Stockholm en 2009.

En 1996, après cinq albums avec les Flecktones, il enregistre son premier album solo, A Show of Hands.
Quinze ans après la sortie de son premier album solo, il crée le label Vix Records et réédite son premier album sous le titre A Show Of Hands 15. Il édite également un disque contenant la musique de son livre audio The Music Lesson et l'album du batteur J. D. Blair (en) 2012?.
En 2012, il sort deux nouveaux albums sur son label Vix Records, Sword and Stone, un disque instrumental et Words and Tones, un album comprenant douze morceaux originaux et deux reprises. Plusieurs morceaux sont en version instrumentale sur Sword and Stone et en version chantée sur Words and Tones. Le titre de l'album instrumental est une référence à la légende du roi Arthur et le titre du second album est construit en déplaçant pour chacun des deux éléments du titre le « s » initial en fin de mot. 
Il entame alors une tournée avec le Victor Wooten Band.
En 2019, dans une interview vidéo, il annonce avoir une dystonie focale, autrement appelée crampe du musicien, qui lui cause des tremblements involontaires des muscles et lui contracte les doigts.

## Style de jeu
Les standards de plus en plus élevés dans la construction des basses électriques modernes ont permis à Wooten de développer des techniques jusque-là inconnues. La plus célèbre est celle du double aller-retour au pouce (Slap aller-retour), où il utilise son pouce comme un médiator ou encore son jeu de tapping impressionnant.
Son style de jeu s'apparente à celui de Jaco Pastorius bien qu'il soit un peu plus funky que ce dernier.
Dans ses albums personnels, il utilise la basse comme un instrument mélodique à part entière et pas seulement comme un instrument d'accompagnement.

## Reconnaissance
En 2011, il est considéré par les lecteurs du magazine Rolling Stone comme l'un des dix meilleurs bassistes de tous les temps.

## Bande dessinée
En 2011, le dessinateur Todd Nauck représente Victor Wooten portant Spider-Man sur une couverture du comic book The Amazing Spider-Man.

## Discographie

### Solo
- A Show of Hands (1996)
- What Did He Say? (1997)
- Yin-Yang (1999)
- Live in America (2001)
- Soul Circus (2005)
- Palmystery (2008)
- A Show of Hands - 15 (2011) réédition de l'album de 1996 avec 1 inédit et 1 live
- Sword and Stone, Vix Records, (2012)
- Words and Tones, Vix Records, (2012)
- Trypnotyx (2017)

### Bass Extremes
- Cookbook (1998)
- Just Add Water (2000)
- Octavision (2016)

### Vital Tech Tones
- Vital Tech Tones (1998)
- Vital Tech Tones 2 (2000)

### Greg Howe
- Extraction (2003)

### SMV
- Thunder (2008) (avec Stanley Clarke et Marcus Miller, dans le groupe SMV)

### Béla Fleck and the Flecktones
- Béla Fleck and the Flecktones (1990)
- Flight of the Cosmic Hippo (1991)
- UFO Tofu (1992)
- Three Flew Over the Cuckoo's Nest (1993)
- Live Art (1996)
- Left of Cool (1998)
- Greatest Hits of the 20th Century (1999)
- Periferic (2000)
- Live at the Quick (2002)
- Little Worlds (2003)
- Ten From Little Worlds (2003)
- The Hidden Land (2006)
- Jingle All the Way (2008)
- Rocket Science (2011)

## Publications
- (en) The Music Lesson: A Spiritual Search for Growth Through Music, Berkley Trade, 2008,  (ISBN 978-0425220931)
- The Spirit of Music: The Lesson Continues,  (ISBN 978-0-593-08166-2), Penguin Group, 2021